# Ferdinand Lecomte

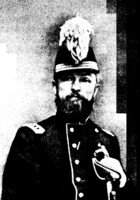
Ferdinand Lecomte.

Ferdinand Lecomte, född den 18 augusti 1826 i Lausanne, död där den 22 november 1899, var en schweizisk militär och militärförfattare. 
Lecomte blev 1849 officer vid artilleriet, bevistade som generalstabsofficer kriget i Italien 1859 i kung Viktor Emanuels stab och tog verksam del i amerikanska inbördeskriget 1862 och 1865. Han blev överste 1867 och var 1875–1891 chef för en armédivision. Lecomte utövade ett omfattande och gediget skriftställeri inom krigshistoria och strategi. Han skildrade utförligt alla krig i Europa och Nordamerika från 1859 till 1878 samt tecknade Le general Jomini, sa vie et ses écrits (1860), hans främsta arbete, och gav i Études d'histoire militaire (3 delar, 1868) en översikt av hela krigshistorien.